# Monte Hengue (Xanxim)
Monte Hengue (chinês tradicional: 恆山, chinês simplificado: 恒山, pinyin: Héng Shān), na província de Xanxim, China, é uma das Cinco Grandes Montanhas do taoísmo. O monte da província de Xanxim, é por vezes designado de Hengue do Norte, enquanto o da província de Hunan é conhecido como Hengue do Sul (chinês simplificado: 衡山, pinyin: Héng Shān). As duas montanhas têm a mesma pronúncia em chinês, e a como a do Norte, a montanha do Sul é também uma das Cinco Montanhas Sagradas.

## História
Tal como outras montanhas na China com forte presença taoísta, Hengue tem sido considerada com uma montanha sagrada desde a Dinastia Zhou. Derivado da sua localização a Norte, o local tornou-se pouco propício a peregrinações, tendo portanto sido poucas vezes visitado ao longo da sua história. Assim, o Monte Hengue tornou-se pouco importante a nível religioso na China, comparativamente com as outras montanhas taoístas.

## Templos
Durante a Dinastia Han o templo chamado de o Santuário do Pico Norte (Beiyue Miao), dedicado ao Deus da montanha foi construído nas encostas do Monte Hengue. Ao longo da história o templo foi várias fezes destruído e reconstruído até aos dias de hoje. Durante a ocupação do povo chinês da Dinastia Han, o culto a Hengue foi realizado no Templo Beiyue em Quyang.
Outro templo na zona é o Templo Hanging, construído há mais de 1 500 anos atrás num penhasco perto do Monte Hengue.